# محمد طالب عبيدات
محمد طالب عبيدات (25 أكتوبر، 1961), وزير الاشغال العامة والإسكان الأسبق، ورئيس جامعة جدارا السابق، من مواليد بلدة كفرسوم في لواء بني كنانة/إربد لأب وام أردنيين، حاصل على شهاده الدكتوراه في الهندسة المدنية، وعميد شؤون طلبه سابق في جامعه العلوم و التكنولوجيا، ومستشار وزير التعليم العالي والبحث العلمي الأسبق، ورئيس هيئة مديري منطقة إربد التنموية سابقاً ومجلس إدارة شركة كهرباء إربد الأسبق ورئيس الإتحاد الرياضي للجامعات الأردنية الأسبق.

## نشأته
نشأ الدكتور عبيدات في أسرة متواضعة ومتوسطة الحال وترعرع في بلدة كفرسوم التاريخ والحضارة وتلقى تعليمة الأساسي والثانوي في مدارسها، ودخل الصف الأول استثناء بعمر خمس سنوات لشغفه بالعلم منذ الصغر، إلى أن حصل على الثانوية العامة عام 1979. وكان متميزا دوما في المدرسة حيث كان ترتيبه الأول على جميع الصفوف دوما، وكان يستعان به بالاحتفالات والخطابة وإدارة الاحتفالات الرسمية وفي تجويد القرآن وفي عرافة الصف.

## أسرته
ووالده رحمه الله تعالى الحاج طالب مفلح سطعان عبيدات من مواليد عام 1931 –والذي عمل في شرف الجندية في القوات المسلحة الأردنية لمدة تزيد عن 37 عاما- ووالدته الحاجة آمنه قاسم محمد عبيدات من مواليد عام 1941 –والتي ربّت خمسة عشر ولدا وبنتا جلّهم من حملة الدكتوراة والشهادات الجامعية ولديها أكثر من ثمانون حفيدا-. والدكتور عبيدات متزوّج من السيدة الفاضلة حكمت حمزة أحمد عبيدات وهي مدرّسة ومربية متميّزة وعملت مديرة في وزارة التربية والتعليم وتقاعدت في العام 2010، وله منها أربعة أبناء من الذكور جميعهم خريجي كلية الطب في جامعة العلوم والتكنولوجيا الأردنية، الدكتور بهاء (خريج عام 2013) طبيب أخصائي باطني من جامعة Tufts  الأمريكية وإختصاص دقيق في الصدرية والعناية الحثيثة من جامعة Cincinnati State University ويعمل حالياً أخصائي ومستشار في مستشفى community Health Network بأمريكا- Kokomo, INDIANA; MD-MBBS-، ومتزوج من طبيبة الأسنان الدكتورة لينا سالم الطراونة ولديهم الطفلةالمميزة والحفيدة الأولى للدكتور محمد طالب عبيدات الغالية ميرا مواليد 25/12/2022، والدكتور ضياء (خريج عام 2016) طبيب أخصائي باطني من جامعة جامعة وين ستيت Detroit Medical Center الأمريكية، ولديه إختصاص دقيق في المفاصل والروماتيزم بالشراكة مع مستشفى هنري فورد  ويعمل حالياً أخصائي ومستشار الروماتيزم في مستشفى  Parkview Hospital
```
Fort Wayne-Indiana
، ومتزوج من الصيدلانية العنود علي حسين عبيدات، والدكتور أحمد (خريج عام 2019)  طبيب إقامة سنة خامسة في النسائية والتوليد في الخدمات الطبية الملكية الأردنية، ومتزوج من طبيبة الأسنان الدكتورة أمل فايز أبو عريضة، والدكتور عبدالله (خريج عام 2025) طبيب عام تخرّج للتو من كلية الطب في جامعة العلوم والتكنولوجيا الأردنية عام 2025.
```

## تعليمه
التحق بجامعة اليرموك في أول فوج في كلية الهندسة في العام 1979 وحصل على بكالوريوس الهندسة المدنية منها في العام 1983 بتقدير جيدجدا وبمعدّل 82.7% وبأربع سنوات مختصرا عاما من زمن الدراسة وابّان ذلك كان عضوا في الجمعيات الطلابية ومارس العديد من الأنشطة اللامنهجية الثقافية والرياضية وغيرها، ثم التحق بالقوات المسلحة الأردنية حيث كان له شرف تأدية واجبه الوطني في خدمة العلم لمدة عامين، عمل خلالها مهندس اشراف في القوات المسلحة على العديد من مشاريع الأبنية الكبرى في الضليل والمفرق وإربد وعجلون وعمّان، وفور انهائة للخدمة العسكرية التحق ببرنامج الماجستير في جامعة اليرموك بتاريخ 1985 وبعدها انفصلت كلية الهندسة من جامعة اليرموك لتنشأ جامعة العلوم والتكنولوجيا الأردنية وتتبع لها وليتخرّج منها وليحصل على الماجستير في هندسة المواصلات بتقدير امتياز وبمعدّل 92.9% في العام 1987، وكان عنوان رسالة الماجستير «المقارنة بين طرق تصميم الخلطات الإسفلتية» ومن ثم عمل في وزارة البلديات لمدة ستة أشهر كمهندس مصمم ومشرف لمشاريع الطرق في اربد، وبعدها عمل مديرا لمشاريع محافظات الشمال في وزارة التربية والتعليم منذ العام 1987 وحتى آب 1989 وليلتحق بعدها في جامعة العلوم والتكنولوجيا الأردنية كمساعد بحث وتدريس لغايات الابتعاث وعمل خلالها على تدريس المساحة والخلطات الإسفلتية وعمل أبحاث في هندسة الطرق والمواصلات، وفي ذات العام 1990 حصل على بعثة دراسية من الجامعة إلى الولايات المتحدة الأمريكية والتحق هناك ببرنامج الدكتوراة في جامعة الينوي إربانا شامبين العريقة والتي ترتيبها الأول في الهندسة المدنية على مستوي أمريكا، وحصل في العام 1993 على درجتي الدكتوراة والماجستير الثاني في الهندسة المدنية وبزمن قياسي (سنتين وتسعة شهور) في تخصص المساحة/هندسة الرؤية بواسطة الحاسوب وبتقدير امتياز وبمعدّل 5/5 العلامة الكاملة، وكان عنوان رسالة الدكتوراة «قياسات بالفيديو والحاسوب لتوثيق المنشآءات الهندسية»، وابّان دراسته للدكتوراه عمل مساعدا للبحث والتدريس في ذات الجامعة في أبحاث هندسة الرؤيا بواسطة الحاسوب (برمجيات ونمذجة حاسوبية) وكذلك تدريس مختبر المساحة.

## الحياة الاكاديميه
التحق كعضو هيئة تدريس وبرتبة أستاذ مساعد بجامعة العلوم والتكنولوجيا الأردنية فور انهائه متطلبات درجة الدكتوراه في كانون أول 1993 حيث تدرّج بالترفيع والترقية في الرتب العلمية وأصبح استاذا مشاركا في العام 1998 وأستاذا (برفسور) منذ العام 2006 عمل خلالها في التدريس والبحث العلمي وخدمة المجتمع.
وخلال مسيرته العلمية شغل عدة مناصب إدارية من أهمها رئيس جامعة جدارا (2019-2023)، ومستشاراً لوزير التعليم العالي والبحث العلمي (2004-2008)‘ وعميد شؤون الطلبة في الجامعة منذ كانون ثاني 2000 وحتى أيلول 2004 وكذلك شغل قبلها منصب نائب عميد شؤون الطلبة منذ آب 1999 وحتى كانون ثاني 2000، وكان قبلها منسقا لتخصص هندسة المواصلات منذ 1995 وحتى 1998 ومشرفا لمختبرات المساحة الأرضية والجوية والطرق وأنظمة المعلومات الجغرافية وأنظمة الرؤية بواسطة الحاسوب، وخلال مسيرته العلمية عمل أيضا أستاذا زائرا في جامعتي البتراء والعلوم التطبيقية.
كما عمل مستشارا لوزير التعليم العالي والبحث العلمي بمعية أصحاب الدكتور عصام زعبلاوي والدكتور خالد طوقان والدكتور عمر شديفات خلال الفترة من 2004 وحتى نهاية 2007، وكما كان عضوا في مجلس أمناء جامعة جرش الأهلية منذ 2006 وحتى 2009.
تركّزت اهتمامات البحثية في مجالات أنظمة المعلومات الجغرافية والاستشعار عن بعد والمساحة الأرضية والجوية وهندسة المواصلات والأنظمة الذكية والأنظمة المعرفية والخبيرة وهندسة الرؤيا بواسطة الحاسوب والهندسة التصويرية حيث أثمرت عن نشر ما يربو عن 110 بحثا علميا منها أكثر من 65 بحثا في مجلات عالمية ومحكمة ومتخصصة و 40 بحثا في وقائع مؤتمرات علمية محكمة ومنشورة وعالمية و 30 بحثا في وقائع مؤتمرات محلية محكمة، وشارك بما يربو عن مئة مؤتمر عالمي ومحلي علمي ومتخصص.
وفي مجال التدريس قام بتدريس مواد عدة في مجال تخصصة يربو عددها عن 25 مادة في مستويات البكالوريوس والماجستير والدكتوراة، وكانت في مستوى البكالوريوس في تصميم الطرق وهندسة المواصلات وهندسة مواصلات متقدمة والمساحة الأرضية ومختبر المساحة والمساحة الجوية والتصويرية ومختبر المساحة الجوية وتصميم الرصفات والمساحة التصويرية الرقمية والرسم الهندسي والمساحة للهندسة المعمارية والمساحة لهندسة النظم الحيوية والجيوديسيا وتوثيق المنشآت التاريخية والحفاظ عليها ومختبر رصفات الطرق والإشراف على أكثر من مئة وعشرين مشروع تخرج، وعلى مستوى الماجستير كانت المواد في التكنولوجيا المتقدمة في هندسة المواصلات والتوجهات الجديدة في هندسة المواصلات (الأنظمة الذكية وهندسة الرؤيا بواسطة الحاسوب والهندسة التصويرية الرقمية وأنظمة المعلومات الجغرافية والاستشعار عن بعد) والرياضيات التطبيقية المتقدمة والإشراف على اثنتا عشر رسالة ماجستير والمشاركة في مناقشة خمس عشرة رسالة ماجستير، وعلى مستوى الدكتوراة في أنظمة المعلومات الجغرافية الرقمية والإشراف بالمشاركة على رسالة دكتوراة في الجامعة التكنولوجية بالعراق بعنوان «عوامل دقة المسح التصويري الأرضي القريب المدى باستخدام الكاميرات غير القياسية».
وشارك الدكتور عبيدات في لجان ترقية أكاديمية لعشرة من الزملاء في قسم الهندسة المدنية في جامعة العلوم والتكنولوجيا الأردنية وأخرى في جامعة النجاح الوطنية في فلسطين والعراق. كما له براءة اختــــراع عن جهاز الثيودولايت المعدل بالمشاركة مع المهندس زيد الصمادي والمسجلة في وزارة الصناعة والتجارة الأردنية للعام 1996 برقم براءة ب/1911.
كما أن لمعالية ستة مشاريع مدعومـــة من عمادة البحث العلمي في جامعة العلوم والتكنولوجيا الأردنية حول مواضيع في هندسة الرؤيا بواسطة الحاسوب ومشروع مدعوم من المفوضية الأوروبية عن «التوعية في مجال إعادة التدوير للمخلفات الصلبة» ومشروع مدعوم من المفوضية الأوروبية للتبادل الطلابي وأعضاء هيئة التدريس على مستوى الشرق الأوسط وأوروبا ومشاريع حول الهندسة التصويرية بالحاسوب ومشروع تقييم المخاطر الزلزالية من UNDP ومشروع تدريب الرسميين العراقيين على التفكير الديمقراطي وتمكين المرأة.
والدكتور عبيدات حاصل على العديد من الجوائز العلمية منها على سبيل المثال لا الحصر جائزة الملك حسين بن طلال للتحصيل العلمي والبحثي لعام 1997 وجائزة هشام أديب الحجاوي للعلوم التطبيقية 1998 وجائزة شركة لايكا العالمية للهندسة التصويرية 1992 وجائزة الجمعية العلمية الأمريكية للهندسة التصويرية 1992 ومنحة للحصول على بعثة الماجستير والدكتوراة من جامعة الينوي / أمريكا للأعوام 1990-1993 وجائزة نادي كفرسوم الرياضي للتحصيل العلمي في الملتقى الثقافي الحادي عشر للعام 1997 وجائزة نادي خريجي جامعة اليرموك للعام 2009. وظهر اسمه في كتاب مشاهير العالم “Who is Who” عدّة سنوات.
وللدكتور عبيدات عدة مؤلفات منها كتاب «شذرات شبابية» بدعم وزارة الثقافة الأردنية وعالم الكتب الحديث وبواقع 354 صفحة ومؤلف لكتابي «الوقاية من الإرهاب من منظور أنساني وثقافي واجتماعي» بواقع 96 صفحة و«الوقاية من الإرهاب من منظور تكنولوجيا المعلومات» بواقع 106 صفحة ومؤلف لكتاب عن المساحة الأرضية وتقارير أخرى في مجال المساحة الأرضية والمساحة الجوية والإشارات المرورية وتركيبها، ومؤلف لخمسة كتب أخرى "شذرات أردنية" و "آباء وأمهات" و "نفحات حياتية" و "كشكول شذرات أردنية" و "شذرات إنتخابية" و "شذرات أردنية في زمن جائحة كورونا".
وشارك في العديد من ورش العمل في الولايات المتحدة الأمريكية والأردن حول أنظمة المعلومات الجغرافية والبيئة والمساحة وكما أعطى العديد من الدورات في المساحة وتصميم الطرق وأنظمة المعلومات الجغرافية وهو مقيّم للعديد من المجلات العالمية والمحلية في مجال الهندسة المدنية والمساحة الأرضية والجوية. وكان رئيسا لتحرير صحيفة رحاب الجامعة / جامعة العلوم والتكنولوجيا الأردنية منذ عام 2000 ولغاية 1/9/2004 ورئيسا لتحرير مجلة مرآة التكنولوجيا منذ عام 2000 ولغاية 1/9/2004.

## الحياة العملية
ونظّم العديد من المؤتمرات كان أهمها المؤتمر الشبابي الأول لطلاب الجامعات الأردنية - جامعة العلوم والتكنولوجيا الأردنية- برعاية صاحبة السمو الملكي الأميرة بسمة بنت طلال المعظمة - 27/7/2004 والمؤتمر البيئي الأول لطلاب الجامعات الأردنية - جامعة العلوم والتكنولوجيا الأردنية- برعاية وزير البيئة الأكرم - 15/5/ 2003 والمؤتمر الدولي الخامس للسلامة المرورية- المعهد المروري الأردني، عمان – الأردن، 22-24/4/2008 بالإضافة إلى العديد من المؤتمرات أبّان عمله كوزير للأشغال العامة والإسكان وكان أهمها مؤتمر الطاقة المتجددة بالمشاركة مع الجمعية الأردنية للطاقة المتجددة في تشرين أول من العام 2010. كما نظّم وشارك وعمل بأكثر من أربعين ورشة عمل متخصصة في مجال المساحة الأرضية والجوية وتصميم الطرق وأنظمة المعلومات الجغرافية، ونظّم العديد من الورش والندوات والمحاضرات الثقافية والاجتماعية والسياسية والشبابية والرياضية والخدمية والطلابية.
ومصمّم لأكثر من (25) برمجية حاسوبية في مختلف اللغات في مجال هندسة الرؤيا بواسطة الحاسوب وتصميم الطرق وأنظمة المعلومات الجغرافية بلغات الحاسوب الفورتران والسي والبيسك، وهو متمكّن جيد من البرمجيات الأساسية للحاسوب وقواعد البيانات والبيانات المجدولة وكتابة النص وخلافه والاتصال عن طريق الحاسوب، وله صفحة متخصصة على شبكات التواصل الاجتماعي الفيس بوك فيها آلاف الأصدقاء وأخرى على التويتر وله صفحة محبين ومناصرين كوزير للأشغال العامة والإسكان.
والدكتور عبيدات عضو شرف بأكثر من (20) جمعية شرف ومهنية ووضع على لائحة شرف الكلية والرئاسة في درجات البكالوريوس والماجستير والدكتوراه، وهو كاتب اسبوعي في صحيفة الدستور منذ العام 2007 وما يزال ومن مؤسسي ملحق الشباب فيها، وكان كاتبا أيضا وبانتظام في موقع عمون الإلكتروني.
وفي مجال مهارات الحياة العصرية كان محاضرا رئيسا في محاور الإستراتيجية الوطنية للشباب في مجالات الشباب والمواطنة والمشاركة وتكنولوجيا المعلومات والتنمية السياسية والصحة والتعليم ووقت الفراغ والعمل والإعلام والثقافة، كما أعطى العديد من المحاضرات والدورات والورش في مهارات الحياة العصرية (مهارات القيادة ومهارات الاتصال والحوار والتعايش مع الآخر والتخطيط وإدارة الوقت وفض النزاعات وحل المشاكل والتنمية السياسية والعمل التشاركي والإبداع الشبابي، والعمل التطوعي...الخ)، وأعطى العديد من المحاضرات والورش والدورات في محاور ومفردات التنمية السياسية والاقتصادية والعمل التشاركي والتربية الوطنية ورسالة عمان، كما نظّم وأقام العديد من المؤتمرات والورش والندوات وبرامج التبادل الشبابي المحلية والإقليمية والدولية.
وكان للدكتور محمد طالب عبيدات مساهمات كبيرة في مجالات الشباب والرياضة والتربية والتعليم والعمل التطوعي والعمل الاجتماعي والعمل العام وخدمة المجتمــــــع كان منها على سبيل الأمثلة رئيس اللجنة الشبابية وعضو المجلس الأعلى للشباب منذ 16/6/2004 ولغاية 16/4/2006 ورئيس الاتحاد الرياضي للجامعات الأردنية من كانون ثاني 2000لغاية حزيران 2002 ورئيس اللجنة التنفيذية لدورة الملك عبد الله الثاني للرياضة الجامعيــــة العربيــة – نيسان2004 والرئيس الفخري لمنتدى كفرسوم الثقافي- الأردن- 2003 لغاية 2008 وإلقاء محاضرات وندوات وكتابة مقالات صحفية وعمل مقابلات تلفزيونية عديدة في الصحف والمجلات والتلفزيونات الأردنية والعربية في مجالات سياسية ووطنية وثقافية ورياضية وتطوعية وخدمية وغيرها ومنظم للعديد من الأنشطة الشبابية والطلابية في المجالات كافة ومقدم للعديد من المشاريع والمقترحات الخاصة بالشباب وطلبة الجامعات ورئيس الوفد الأردني للدورة الرياضية الجامعيــة العالميـــة – الصين – آب2001 – أيلول 2001 وعضو لجنة التوجيه الوطني للمجلس الأعلى للشباب – كانون ثاني 2004 وعضو اللجنة الأولمبية الأردنية 2000 – 2001 وعضو اللجنة الوطنية للسكان 2000 – 2001 وعضو الاتحاد الرياضي للجامعات الأردنية من آب2001 – 9/2004 وعضو لجنة الدراسات والبحوث التابعة للمجلس الأعلـــى للشباب منذ تشرين أول 2002 – الآن ورئيس الوفد الأردني في الملتقى الرياضي العربي في دبي عام 2001 ورئيس الوفد الأردني للدورة الرياضية الجامعية العربية في اليمن عام 2002 وعضو لجنة التخريج والكتاب السنوي – جامعة العلوم والتكنولوجيا الأردنية منذ 1999 لغاية 9/2004 وعضو مجلس العمداء ومجلس الجامعة ومجلس الدراسات العليا في جامعة العلوم والتكنولوجيا الأردنية منذ عام 2000 ولغاية 9/2004 ورئيس اللجنة العلمية للمؤتمر الدولي الخامس للسلامة على الطرق، المعهد المروري الأردني، 22-24/4/2008 ورئيس لجنة الاعتماد العام لتخصص الهندسة المدنية في جامعة الحسين بن طلال- معان- الأردن، أيار 2008 وعضو لجنة زيادة الطاقة الاستيعابية لتخصص الهندسة المدنية في جامعة العلوم التطبيقية – عمان – الأردن، 2006 ومنسق لجنة أنظمة المعلومات الجغرافية في جامعة العلوم والتكنولوجيا الأردنية منذ عام و 1999 ومنسق لجنة الحصاد المائي في جامعة العلــوم والتكنولوجيا الأردنيـــة 1999 –2001 وعضو لجنة الموظفين والموظف المثالي للأعوام 1999 –2000 – جامعة العلوم والتكنولوجيا الأردنية وعضو اتحاد رياضة ذوي الاحتياجات الخاصة – الأردن – منذ عام 2000 وعضو لجنة تحويل المركز الجغرافي الأردني لكلية جامعية متوسطة – وزارة التعليم العالي – الأردن عام 1994 وعضو امتحان الكفاءة الجامعية الأردنية للهندسة المدنية منذ 2007 وعضو لجنة وضع خطة تخصص المساحة في جامعة البلقاء التطبيقية وقت تأسيسها وعضو لجنة إشراف تأليف كتب الحاسوب للمدارس الثانوية – وزارة التربية والتعليم – عام و 1995 ومنسق أنشطة ثقافية واجتماعية في جامعة إلينوي – 1990 –1993 وعضو مؤسس لجمعية خريجي جامعة الينوي ايربانا-شامبين في الأردن، منذ 2005 والقاء العديد من المحاضرات التخصصية للمجتمع المحلي في مجال التخصص وعضو اللجنة العليا لدورة الملك عبد الله الثاني للرياضــــة الجامعيــة الأردنية – أيار 2003 وعضو لجنة ترقية المعلمين في مديريات تربية الكورة والأغوار الشمالية وبني كنانة منذ 1/1/2004 وعضو في «لجنة البيئة الجامعية», وزارة التعليم العالي والبحث العلمي الأردنية، الأردن، تشرين ثاني 2004 ورئيس «لجنة إنشاء وحدات التوظيف في الجامعات الأردنية»، وزارة التعليم العالي والبحث العلمي الأردنية، الأردن، تشرين ثاني 2005 ورئيس العديد من اللجان في وزارة التعليم العالي: مؤشرات البيئة الجامعية، وحدات التوظيف، الطلبة، الخ وعضو لجنة «مكافحة الإرهاب لدى الشباب»، المجلس الأعلى للسباب، الأردن، 2006 وعضو اللجنة الوطنية لتصنيف وتقييم الطرق، وزارة الأشغال العامة والإسكان، الأردن، 2009.

## الوزارة
وتشرّف الدكتور عبيدات بأن صدرت الإرادة الملكية السامية بأن يتولّى حقيبة وزارة الأشغال العامة والإسكان في حكومتي السيد سمير الرفاعي في الفترة الأولى من 14/12/2009 إلى 23/11/2010 وفي الفترة الثانية من 24/11/2010 إلى 1/2 /2011. وعمل خلالها على تطوير الأداء المؤسسي للوزارة ضمن الخطة التنفيذية للحكومة وطوّر وحدّث التشريعات الناظمة لقطاع الإنشاءات وبالتعاون مع الشركاء الحكوميين وغير الحكوميين من نقابات وهيئات وجمعيات ومنظمات مجتمع مدني ذات علاقة بالقطاع والتي انعكست ايجابا على الوطن والمواطن من خلال إنشاء أبنية وطرق واسكانات يتحقق فيها عناصر السلامة العامة والجودة وتحافظ على سلامة المنشأ وسلامة المواطن على السواء. حيث تم إجراء تعديلات جوهرية على قانون الطرق ليسمح بتصنيف الطرق الزراعية ووضع بدل استخدام لحرم الطرق واستخدام كميرات المراقبة عليها، وإصدار نظام توكيد جودة المباني المؤطر لضبط جودة العمل في القطاعين الحكومي والأهلي في كافة مراحل العمل الهندسي، والتقدّم لمجلس الوزراء الموقر بقانون عصري لتنظيم قطاع الإنشاءات وأنظمة حديثه مواكبه للتطورات لكل من تنسيق الخدمات للبنى التحتية وبدل خدمات المرور على الطرق ونظام رسوم إصدار التصاريح، وإصدار المسودة الأولية لقانون لتنظيم قطاع الإسكان الذي سيضبط جودة الاسكانات والعملين في هذا القطاع، والقيام بتعديلات جوهرية على عقد المقاولة الإنشائية الذي يضبط الشروط والمرجعيات التعاقدية بين أطراف العمل الثلاثة بدءا من صاحب العمل ومرورا بالمقاول ووصولا للاستشاري المشرف، وتعديل نظام الأشغال الحكومية وخصوصا المواد المتعلقة بالأوامر التغييرية والتي ستضبط الإنفاق وتؤطر الصلاحيات في الصرف على المشاريع، وتم إصدار تعليمات محدّثة لتأهيل الاستشاريين والتي فتحت المجال لتخصصات جديدة مواكبة للعصر وإصدار تعليمات أخرى لتصنيف المقاولين بالتعاون مع الشركاء، وطلب عبيدات من الحكومة ومن خلال لجنتين وزاريتين دراسة تطوير قطاع الإنشاءات وتلبية الممكن من طلبات نقابتي المهندسين والمقاولين في هذا الصدد بالإضافة إلى إصدار مسودة نظام المشتريات الحكومية. وأنشأ لجنة الشراكة بين القطاعين العام والخاص في الوزارة للمشاركة في اعداد منظومة التشريعات وفي كل مراحل العمل لغايات التوافقية وتحقيق العلاقة الربحية لطرفي المعادلة وهما الحكومة والقطاع الخاص تحقيقا للرؤى الملكية في هذا الصدد. ووصل حجم العمل في قطاع الإنشاءات بشقيه في القطاع العام والخاص حوالي 5.3 مليار دينار أردني.
وابّان تولي الدكتور محمد طالب عبيدات لحقيبة وزارة الأشغال العامة والإسكان عمل في العديد من مجالس الإدارة واللجان والفعاليات منها عضو مجلس الوزراء الموقر في حكومتي دولة السيد سمير الرفاعي منذ 14/12/2009 وحتى 1/2/2011 وعضو لجان البنى التحتية والمشاريع الكبرى والتنمية الاقتصادية والخدمات العامة في مجلس الوزراء ورئيس مجلس مؤسسة الأسكان والتطوير الحضري ورئيس مجلس البناء الوطني وعضو اللجنة الملكية لاعمار المساجد والوقف الإسلامي ومقامات الصحابة وعضو اللجنة التوجيهية العليا لإنشاء مدينة خادم الحرمين الشريفين في الزرقاء وعضو اللجنة التوجيهية العليا للشركة الوطنية للتدريب والتشغيل وعضو اللجنة التوجيهية العليا لإنشاء المبادرة الملكية السامية «سكن كريم لعيش كريم» وعضو مجلس إدارة نادي السيارات الملكي ورئيس اللجنة التوجيهية العليا لإدارة الأبنية الحكومية.
وعاد الدكتور عبيدات إلى عرينه كعضو هيئة تدريس في جامعة العلوم والتكنولوجيا الأردنية منذ 1/2/2011 وما زال يعمل فيها لحينه مؤمنا برسالة العلم والعمل خدمة للوطن الأشم وقائد الوطن المقدام.
ومن نافلة القول بأن أبو بهاء من المؤمنين بقدسية وتراب هذا الوطن والمنتمين له حتى النخاع والسائرين خلف قيادة الملك المعزّز عبد الله الثاني بن الحسين المعظّم بأسمى معاني الولاء وله من المواقف الوطنية المشرّفة الكثير ومن المعتزين وبشرف بالقيادة الهاشمية المظفّرة كصاحبة رسالة إنسانية نبيلة وحكمة شيوخ وهمّة شباب واحترام حقوق إنسان. وله حضور اجتماعي وفي حقل العمل العام ويعتبر من الشخصيات الوطنية الأردنية والشخصيات العامة والداعمين والمتحمسين دوما لأي نشاط يصب في بوتقة الوطن وأولويات الدولة الأردنية صوب تحقيق أهدافها.

## جامعة جدارا
ترأس الدكتور محمد طالب عبيدات جامعة جدارا في الأردن لمدة أربع سنوات (12/9/2019-12/9/2023)، ساهم خلالها في رفعة الجامعة في جميع المناحي الأكاديمية والإدارية والقيادية، إذ إضطرد خلالها البحث العلمي والتصنيفات الدولية والبيئة الأكاديمية ومستوى أعضاء هيئة التدريس والتخصصات والبرامج وأعداد الطلبة والإتفاقيات الدولية ودعم المجتمع المحلي والفعاليات المحلية والخارجية والتشبيك المؤسسي والمراكز العلمية والبنى التحتية ومستوى التدريس وغيرها، ليساهم في الجهد الجمعي التراكمي لرفعة الجامعة ووصولها للعالمية. 

## أهم انجازاته
•	حاصل على درجة فلسفة الدكتوراه في الهندسة المدنية من جامعة الينوي إيربانا – شامبين، الولايات المتحدة الأمريكيـة منذ 1993 بتقدير امتياز. وحاصل على درجتي ماجستير في الهندسة المدنية (مواصلات) من جامعتي الينوي إيربانا – شامبين في أمريكا (1993)، وجامعة العلوم والتكنولوجيا الأردنية (1987) وبتقدير امتياز. وحاصل على درجة البكالوريوس في الهندسة المدنية من جامعة اليرموك عام 1983 بتقدير جيد جدا.
•	يحمل رتبة أكاديمية أستاذ دكتور في الهندسة المدنية من جامعة العلوم والتكنولوجيا الأردنية (منذ 2006)، ويعمل عضو هيئة تدريس في ذات الجامعة منذ 1994 ولتاريخه.
•	وزير الأشغال العامة والإسكان في حكومتي دولة السيد سمير الرفاعي– المملكة الأردنية الهاشمية- منذ 14/12/2009 وحتى 1/2/2011.
•	رئيس جامعة جداراالأردن- (2019-2023).
```
   رئيس مجلس إدارة مؤسسة الأسكان والتطوير الحضري – المملكة الأردنية الهاشمية- منذ 14/12/2009 وحتى 1/2/2011.
```

•	رئيس مجلس البناء الوطني- – المملكة الأردنية الهاشمية- منذ 14/12/2009 وحتى 1/2/2011.
•	عضو لجان البنية التحتية والاقتصادية والخدمات في مجلس الوزراء - منذ 14/12/2009 وحتى 1/2/2011
•	عضو اللجنة التوجيهية العليا لإنشاء مدينة خادم الحرمين الشريفين في الزرقاء وعضو اللجنة التوجيهية العليا للشركة الوطنية للتدريب والتشغيل وعضو اللجنة التوجيهية العليا لإنشاء المبادرة الملكية السامية «سكن كريم لعيش كريم» - منذ 14/12/2009 وحتى 1/2/2011.
•	عمل مستشارا لوزير التعليم العالي والبحث العلمي الأردني ثلاث سنوات ونصف (2004-2008).
•	عمل عميدا لشؤون الطلبة في جامعة العلوم والتكنولوجيا الأردنية لمدة ست سنوات (1998-2004) وقبلها نائبا للعميد لمدة فصل دراسي.
```
    رئيس مجلس إدارة شركة كهرباء إربد (2016)
    رئيس هيئة مديري منطقة إربد التنموية (2017-2023).
```

•	عضو مجلس أمناء جامعة جرش الأهلية لثلاث سنوات ونصف (2005-2009).
•	عمل منسقا لتخصص المواصلات في جامعة العلوم والتكنولوجيا الأردنية لمدة خمس سنوات.
•	حاصل على جائزة الملك الحسين بن طلال للتحصيل العلمي والبحثي لعام 1997، وجائزة هشام أديب الحجاوي للعلوم التطبيقية 1998، وجائزة شركة لايكا العالمية للهندسة التصويرية 1992، وجائزة الجمعية العلمية الأمريكية للهندسة التصويرية 1992.
•	أشرف على اثني عشرة رسالة ماجستير ورسالة دكتوراه وما يربو عن 200 مشروع تخرج.
•	نشر ما يربو عن (110) بحثا في مجلات علمية عالمية محكمة ومصنفة ووقائع مؤتمرات عالمية.
•	مؤلف لثلاثة كتب عن الشباب وآخر عن المساحة الأرضية وعشرة تقارير، وكاتب في الصحف اليومية (الدستور والرأي) والصحافة الإلكترونية (عمون) وله مؤلفات أخرى.
•	رئيس تحرير لمجلة وصحيفة جامعة العلوم والتكنولوجيا الأردنية لمدة خمس سنوات.
•	منظم للعديد من المؤتمرات وحلقات النقاش ومنظم للعديد من الورش في أنظمة المعلومات الجغرافية والمساحة الأرضية وأجهزة المساحة وتصميم الطرق والمحطات الكاملة لعدد من الوزارات والمؤسسات وغيرها.
•	عضو أكثر من عشرين جمعية شرف ومهنية وتطوعية وإنسانية واجتماعية.
•	رئيس الاتحاد الرياضي للجامعات الأردنية لمدة ثلاث سنوات (1998-2001)
•	رئيس اللجنة التنفيذية لدورة الملك عبد الله الجامعية للعام 2003
•	عضو المجلس الأعلى للشباب ورئيس اللجنة الشبابية وعضو اللجنة الأولمبية لمدة سنتين.